# 県道163号 (台湾)
県道163号（けんどう163ごう）は、嘉義市西区から嘉義県布袋鎮を結ぶ、全長45.992kmの台湾の県道である。県道168号と台1線と台19線と台17線のそれぞれと重複区間がある。

## 通過する自治体
- 嘉義市
  - 西区
- 嘉義県
  - 水上郷
  - 鹿草郷
  - 義竹郷
  - 布袋鎮

## 接続する道路
- 県道159号
- 県道159号甲線
- 台18線
- 県道168号
- 県道168号
- 台1線
- 台1線
- 台82線（インターチェンジ）
- 県道170号
- 台19線
- 市道172号
- 台17線

## 施設
- 柳林国小学校
- 水上インターチェンジ
- 南靖国小学校靖西分校
- 後塘国小学校
- 鹿草国中学校
- 下潭国小学校
- 義竹国小学校頭竹分校
- 和順国小学校